# Bruno Neumann (Reiter)
Bruno Neumann (* 26. April 1883 in Königsberg; † 31. Dezember 1943 in Berlin) war ein deutscher Vielseitigkeitsreiter.
Er war Mitglied der Kavallerieschule Hannover und nahm 1928 bei den IX. Olympischen Spielen in Amsterdam teil. Im Einzelwettkampf im Vielseitigkeitsreiten konnte er mit seinem Pferd Ilja die Bronzemedaille gewinnen. Des Weiteren war Neumann auch Teil der deutschen Mannschaft, musste sich jedoch aus dem Mannschaftswettbewerb zurückziehen, nachdem Walter Feyerabend den Geländeritt nicht beendet hatte.